# Municipio de Mountain (condado de McDonald)
El municipio de Mountain (en inglés: Mountain Township) es un municipio ubicado en el condado de McDonald en el estado estadounidense de Misuri. En el año 2010 tenía una población de 1382 habitantes y una densidad poblacional de 15,56 personas por km².

## Geografía
El municipio de Mountain se encuentra ubicado en las coordenadas 36°32′2″N 94°8′1″O / 36.53389, -94.13361. Según la Oficina del Censo de los Estados Unidos, el municipio tiene una superficie total de 88.81 km², de la cual 88,8 km² corresponden a tierra firme y (0,01 %) 0,01 km² es agua.

## Demografía
Según el censo de 2010, había 1382 personas residiendo en el municipio de Mountain. La densidad de población era de 15,56 hab./km². De los 1382 habitantes, el municipio de Mountain estaba compuesto por el 93,56 % blancos, el 0,43 % eran afroamericanos, el 2,46 % eran amerindios, el 0,29 % eran asiáticos, el 0,8 % eran de otras razas y el 2,46 % eran de una mezcla de razas. Del total de la población el 3,76 % eran hispanos o latinos de cualquier raza.